# Chicken-n-Beer
Chicken-n-Beer (engl. für: Hähnchen und Bier) ist das vierte Soloalbum des US-amerikanischen Rappers Ludacris. Es erschien am 6. Oktober 2003 über die Labels Disturbing tha Peace und Def Jam Recordings.

## Produktion
Bei dem Album fungierten Ludacris selbst und Chaka Zulu als ausführende Produzenten. DJ Paul produzierte in Zusammenarbeit mit Juicy J zwei Lieder des Albums, ebenso wie das Produzenten-Duo DJ Nasty & LVM sowie der Musikproduzent Mo B. Dick. Weitere Beats stammen von Kanye West, Erick Sermon, Ron Browz, Icedrake, Zukhan Bey, Black Key und Jook. Die vier Skits wurden von T-Storm produziert. Außerdem wurden die Instrumentals der Bonussongs von Keith Mack und The Neptunes beigesteuert.

## Covergestaltung
Das Albumcover zeigt Ludacris, der an einem Tisch in einer Bar sitzt und in ein Frauenbein beißt. Auf dem Tisch befinden sich Chicken Wings und Bierflaschen. Links im Bild ist ein Logo zu sehen, das aus einem weißen Huhn mit Brüsten und dem Schriftzug Chicken*n*Beer besteht. Im Hintergrund sind Alkoholflaschen an der Bar sowie der gelb-leuchtende Schriftzug Beer zu erkennen.

## Gastbeiträge
Auf sieben bzw. acht Liedern des Albums sind neben Ludacris andere Künstler vertreten. So ist die Rapperin Shawnna an den Songs Stand Up und P-Poppin’ beteiligt, wobei auf letzterem ebenfalls der Rapper Lil’ Fate zu hören ist. Der Track We Got ist eine Kollaboration mit den Rappern Chingy, I-20 und Tity Boi, und bei Eyebrows Down hat das Rap-Duo Playaz Circle einen Gastauftritt. Außerdem arbeitet Ludacris auf Hoes in My Room mit dem Rapper Snoop Dogg zusammen, während er auf Screwed Up von dem Rapper Lil’ Flip unterstützt wird. Des Weiteren haben das Rap-Duo 8Ball & MJG und der Sänger Carl Thomas einen Gastbeitrag auf dem Song Hard Times, und am Bonustrack Southern Hospitality (Remix) sind Ms. Dynamite sowie Maxwell D beteiligt.

## Titelliste
| #  | Titel                     | Gastmusiker              | Produzent                 | Länge |
| -- | ------------------------- | ------------------------ | ------------------------- | ----- |
| 1  | Southern Fried Intro      |                          | DJ Nasty & LVM            | 3:55  |
| 2  | Blow It Out               |                          | Ron Browz                 | 4:05  |
| 3  | Stand Up                  | Shawnna                  | Kanye West, Ludacris (Co) | 3:33  |
| 4  | Rob Quarters Skit         |                          | T-Storm                   | 1:04  |
| 5  | Splash Waterfalls         |                          | Icedrake                  | 4:50  |
| 6  | Hard Times                | 8Ball & MJG, Carl Thomas | DJ Nasty & LVM            | 5:15  |
| 7  | Diamond in the Back       |                          | DJ Paul, Juicy J          | 4:12  |
| 8  | Screwed Up                | Lil’ Flip                | Mo B. Dick                | 4:52  |
| 9  | T Baggin’ Skit            |                          | T-Storm                   | 0:53  |
| 10 | P-Poppin’                 | Shawnna, Lil’ Fate       | Zukhan Bey, The Neptunes  | 4:49  |
| 11 | Hip Hop Quotables         |                          | Erick Sermon              | 3:09  |
| 12 | Black Man’s Struggle Skit |                          | T-Storm                   | 0:35  |
| 13 | Hoes in My Room           | Snoop Dogg               | Mo B. Dick                | 4:40  |
| 14 | Teamwork                  |                          | Black Key                 | 3:45  |
| 15 | Interactive Skit          |                          | T-Storm                   | 1:03  |
| 16 | We Got                    | Chingy, I-20, Tity Boi   | DJ Paul, Juicy J          | 4:21  |
| 17 | Eyebrows Down             | Playaz Circle            | Jook                      | 5:20  |

Bonus-Songs der UK-Version:
| #  | Titel                        | Gastmusiker             | Produzent    | Länge |
| -- | ---------------------------- | ----------------------- | ------------ | ----- |
| 18 | Act a Fool                   |                         | Keith Mack   | 4:30  |
| 19 | Southern Hospitality (Remix) | Ms. Dynamite, Maxwell D | The Neptunes | 4:14  |

## Kommerzieller Erfolg

### Chartplatzierungen und Singles
Chicken-n-Beer stieg am 20. Oktober 2003 auf Platz 87 in die deutschen Albumcharts ein und verließ die Top 100 in der folgenden Woche wieder. In den Vereinigten Staaten erreichte das Album die Chartspitze und konnte sich insgesamt 45 Wochen in den Top 200 halten, während es im Vereinigten Königreich Rang 44 belegte und sich sieben Wochen in den Charts hielt.
Als Singles wurden die Lieder Act a Fool (US #32, 11 Wo.), P-Poppin’, Stand Up (US #1, 28 Wo.), Splash Waterfalls (US #6, 21 Wo.) und Diamond in the Back (US #94, 3 Wo.) ausgekoppelt.
| ChartsChartplatzierungen       | Höchstplatzierung | Wochen |
| ------------------------------ | ----------------- | ------ |
| Deutschland (GfK)              | 87 (1 Wo.)        | 1      |
| Vereinigte Staaten (Billboard) | 1 (45 Wo.)        | 45     |
| Vereinigtes Königreich (OCC)   | 44 (7 Wo.)        | 7      |

| ChartsJahrescharts (2003)      | Platzierung |
| ------------------------------ | ----------- |
| Vereinigte Staaten (Billboard) | 63          |

### Auszeichnungen für Musikverkäufe
Chicken-n-Beer wurde in den Vereinigten Staaten für über 2,6 Millionen verkaufte Einheiten im Jahr 2004 mit 2-fach-Platin ausgezeichnet. Im Vereinigten Königreich erhielt das Album für mehr als 100.000 Verkäufe im Jahr 2013 eine Goldene Schallplatte. Außerdem wurde der Nummer-eins-Hit Stand Up in den USA für über 500.000 verkaufte Exemplare mit Gold ausgezeichnet.
| Land/Region                  | Auszeichnungen für Musikverkäufe (Land/Region, Auszeichnung, Verkäufe) | Verkäufe  |
| ---------------------------- | ---------------------------------------------------------------------- | --------- |
| Kanada (MC)                  | Platin                                                                 | 100.000   |
| Vereinigte Staaten (RIAA)    | 2× Platin                                                              | 2.000.000 |
| Vereinigtes Königreich (BPI) | Gold                                                                   | 100.000   |
| Insgesamt                    | 1× Gold · 3× Platin ·                                                  | 2.200.000 |

Hauptartikel: Ludacris/Auszeichnungen für Musikverkäufe